# 김지은 (작가)
김지은은 대한민국의 드라마 작가이다.

## 집필 활동

### 드라마
- 2004년 MBC 베스트극장 《사랑, 비탈길에 서다》 (집필)
- 2005년 MBC 베스트극장 《나는 살고싶다》 (집필)
- 2005년 ~ 2006년 MBC 주말연속극 《결혼합시다》 (공동집필)
- 2008년 ~ 2009년 SBS 아침연속극 《순결한 당신》 (집필)
- 2014년 ~ 2015년 SBS 아침연속극 《청담동 스캔들》 (집필)
- 2017년 ~ 2018년 MBC 일일드라마 《전생에 웬수들》 (집필)
- 2020년 채널A 금토드라마 《거짓말의 거짓말》 (집필)
- 2024년 MBC 금토 미니시리즈 《원더풀 월드》 (집필)